# Испанское вторжение в Португалию
Испанское вторжение в Португалию (порт. Invasão Espanhola de Portugal) — военный конфликт в период Семилетней войны; совместное вторжение Испании и Франции в 1762 году в Португалию.

## Предыстория
После лиссабонского землетрясения Португалия была в отчаянном положении. Поставки золота из Бразилии начали снижаться, также упала цена на бразильский сахар. Восстановление нового Лиссабона не оставило денег на содержание армии или флота. Всё это стало причиной того, что Португалия с началом Семилетней войны, хотя была старым союзником Британии, заявила о своём нейтралитете. Несмотря на постоянные конфликты между британцами и французами в территориальных водах страны, король и правительство Португалии были полны решимости не допустить вовлечения в войну.
Со своей стороны, французы все больше давили на Испанию, чтобы та вступила в войну на их стороне. Обе страны в конечном итоге 15 августа 1761 года подписали Фамильный договор, «континентальную систему», в основном предназначенную для изоляции Великобритании. Однако британские корабли перехватили официальную переписку и узнали, что существует секретный пункт, предусматривающий, что Испания должна будет объявить войну Великобритании 1 мая 1762 года.
Также обе державы Бурбонов решили заставить Португалию присоединиться к Фамильному договору, так как португальский король был женат на сестре испанского короля. 1 апреля 1762 года Испания и Франция направили ультиматум в Лиссабон с требованием прекратить англо-португальский альянс, заменив его новым союзом с Францией и Испанией, прекратить всю торговлю с Великобританией, объявить ей войну и допустить испанскую армию в свои порты. Португалии дали четыре дня на ответ; в случае отказа страна столкнётся со вторжением объединённых сил Франции и Испании.

## Первое вторжение (май – июнь 1762 г.)

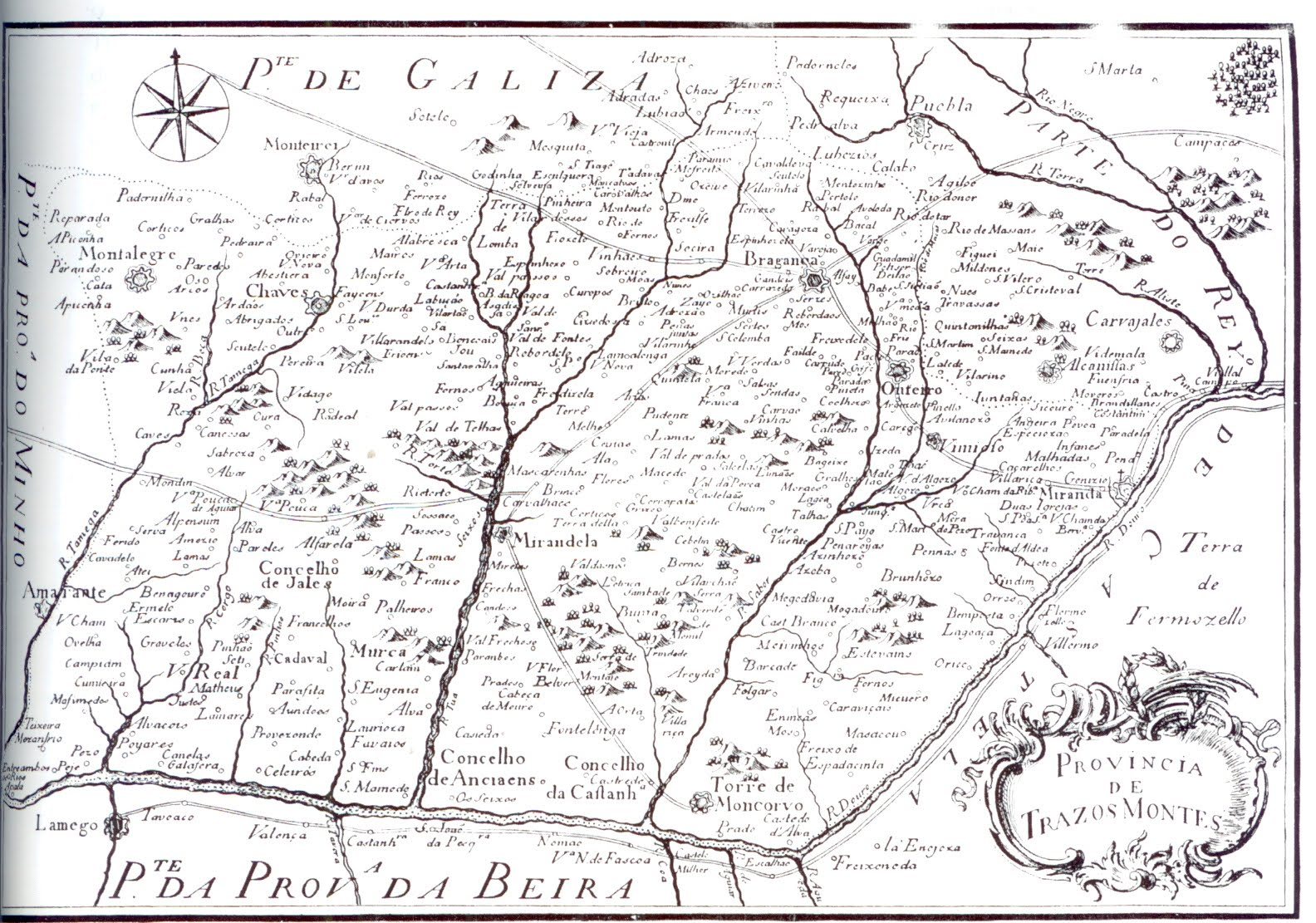
Карта провинции Траз-уш-Монтиш в 1762 г.

5 мая маркиз Саррия во главе 22-тысячной армии начал вторжение в Португалию, которая в ответ на это 18 мая объявила войну Испании и Франции. Регион Траз-уш-Монтиш стал основным театром военных действий во время первого франко-испанского вторжения в Португалию. 6 мая была осаждена Миранда, единственная укрепленная и снабженная продовольствием крепость провинции, но в результате случайного взрыва пороха (20 тонн) погибло четыреста человек, а в валах образовались две бреши, что вынудило 9 мая остатки гарнизона сдаться. Следом без боёв были заняты Браганса (12 мая), Шавиш (21 мая) и Торри-ди-Монкорву (23 мая).
Последовавшие реквизиции оккупантами продовольствия у населения послужили толчком к народному восстанию. Губернатор Траз-уш-Монтиш опубликовал декларацию, призывающую народ сопротивляться испанцам. Пользуясь гористой местностью, отряды сельчан, вооруженные серпами и ружьями, стали нападать на испанские войска. В ответ против крестьян оккупанты стали чинить зверства, в основном, во время продовольственных экспедиций. Захватчики были вынуждены разделить свои силы для защиты завоеванных опорных пунктов, поиска продовольствия и сопровождения конвоев с продовольствием, которое приходилось поставлять из самой Испании.
Было решено быстро взять Порту, чтобы завершить кампанию. Испанские войска численностью 3000-6000 человек во главе с О'Рейли покинули Шавиш и двинулись к Порту. Но когда испанцы попытались пересечь реку Дору между Торри-ди-Монкорву и Вила-Нова-ди-Фош-Коа, они встретили О'Хару и его отряд из сотен вооружённых крестьян. В последовавшем 25 мая сражении испанские атаки были полностью отбиты. Паника овладела захватчиками, которые поспешно отступили, и крестьяне преследовали их до Шавиша.
26 мая другая часть испанской армии, двинувшаяся из Шавиша в сторону провинции Минью (конечная цель — Порту), в горах Монталегри была обстреляна португальцами из артиллерийских орудий и также отступила с потерями. Корпус численностью 8000 человек, посланный в сторону Алмейды (в провинции Бейра), также потерпела поражение.
Первое вторжение было отбито только вооружёнными крестьянами, практически без регулярных португальских войск. В конце июня ослабленная и деморализованная испанская армия была вынуждена отступить в сторону Испании. Общие потери во время первого вторжения, вызванные нападениями партизан, болезнями и дезертирством, составили более 8000 человек.

## Второе вторжение (июль – октябрь 1762 г.)

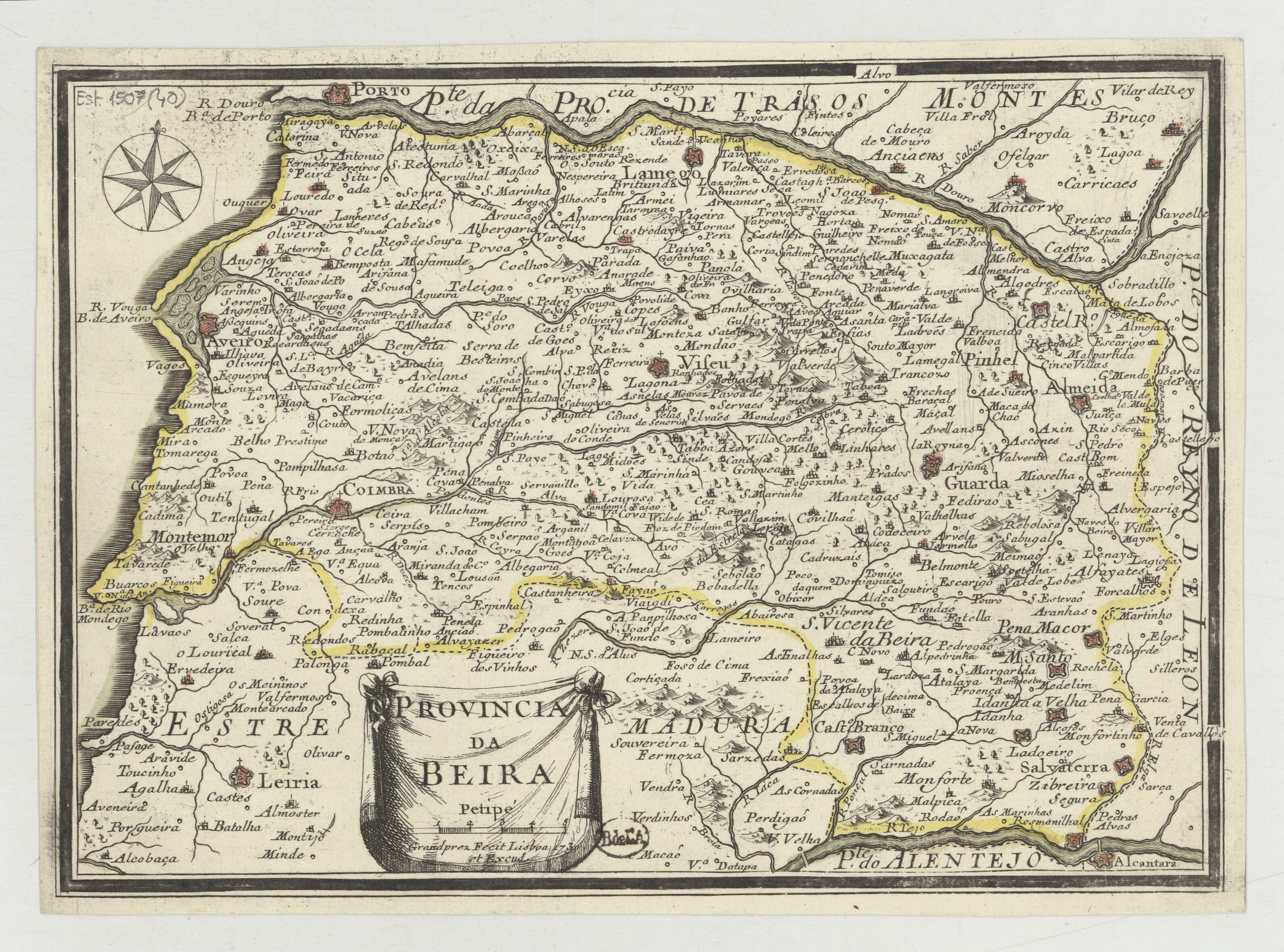
Карта провинции Бейра

Тем временем высадился британский экспедиционный корпус численностью 7104 офицера и солдата всех родов войск. Великобритания также отправила португальскому союзнику продовольствие, боеприпасы и ссуду в размере 200 000 фунтов стерлингов. Граф Шаумбург-Липпе отобрал только 7000-8000 человек регулярной португальской армии для совместных действий с британцами. Англо-португальским силам численностью 15 000 человек пришлось столкнуться с объединенной армией из 42 000 захватчиков (из которых 30 000 испанцев под предводительством графа Аранды и от 10 000 до 12 000 французов под командованием принца де Бово). Маркиз Сарриа был заменен графом Арандой.
Шаумбург-Липпе решил предпринять упреждающие действия, напав на захватчика на его территории, в Эстремадуре. Утром 27 августа 1762 года отряд из 2800 англо-португальцев под командованием Бургойна атаковал и взял Валенсию-де-Алькантару, захватив в ней оружие и боеприпасы.
На этот раз вторжение в Португалию осуществлялось через восточную провинцию Бейра. Целью операции был Лиссабон. Сначала франко-испанская армия заняла несколько крепостей с разрушенными стенами и без регулярных войск. Сегура (17 сентября), Каштелу-Бранку (18 сентября), и Вила-Велья (2 октября) сдались практически без единого выстрела. Алмейда, главная крепость провинции, сдались 25 августа с военными почестями после символического девятидневного сопротивления. Когда эти крепости были взяты, оккупанты снова столкнулись с народным сопротивлением. Проникнув глубоко в гористую местность, франко-испанские войска стали подвергаются нападению из засад партизан, которые перерезали за ними пути сообщения и снабжения. В это время Шаумбург-Липпе отступил в глубь гор, чтобы защитить линию реки Тежу, что было равнозначно передовой обороне Лиссабона.
Поскольку главной целью вторжения был Лиссабон, и франко-испански войска продвигалась вперед, англо-португальские войска укрепились на высотах, прикрывающих Абрантиш, на полпути между Лиссабоном и границей. 3 октября испанцы перешли в наступление на Абрантиш и взяли небольшой замок Вила-Велья (северный берег Тежу) и стали преследовать противника. Но подоспевшие резервы англо-португальцев под командованием Лаудуна в этот же день разбили преследующие испанские войска у реки Альвито, а затем 5 октября под командованием Ли контратаковали и полностью разгромили испанцев в Вила-Велья. Захватчики не прошли, и наступление провалилось.

## Третье вторжение (ноябрь 1762 г.)

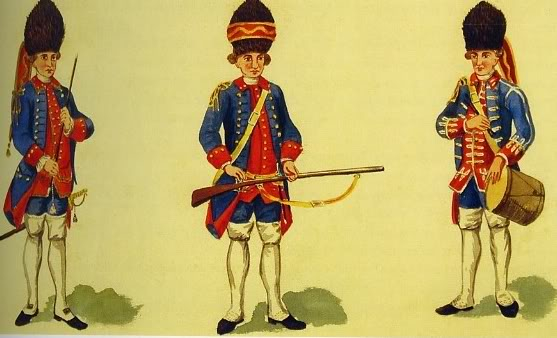
Португальские гренадеры

Для этой кампании испанцы собрали три большие дивизии вокруг Валенсии-де-Алькантара. На этот раз, в отличие от двух предыдущих вторжений, испанцы разделили свою армию на несколько корпусов, каждый из которых атаковал одну цель в провинции Алентежу. Корпус численностью 4000-5000 человек попытался лобовой атакой взять крепость Марван, но был отбит защитниками и отступил с большими потерями. Другой испанский отряд из четырех эскадронов 12 ноября атаковал Угелу, но также был отбит и отступил. Штурм Кампу-Майор также провалился, потому что испанское подразделение из Бадахоса не было поддержано испанским подразделением из Альбукерке. Испанцы были деморализованы этими неудачами, и 15 ноября испанская армия была вынуждена начать отступление из Португалии, преследуемая англо-португальскими войсками.
22 ноября главнокомандующий франко-испанской армией граф Аранда послал своего представителя в англо-португальский штаб в Монфорте с предложением о прекращении военных действий. Оно было принято и подписано 1 декабря 1762 года.